# St. Jobst (Jobstgreuth)

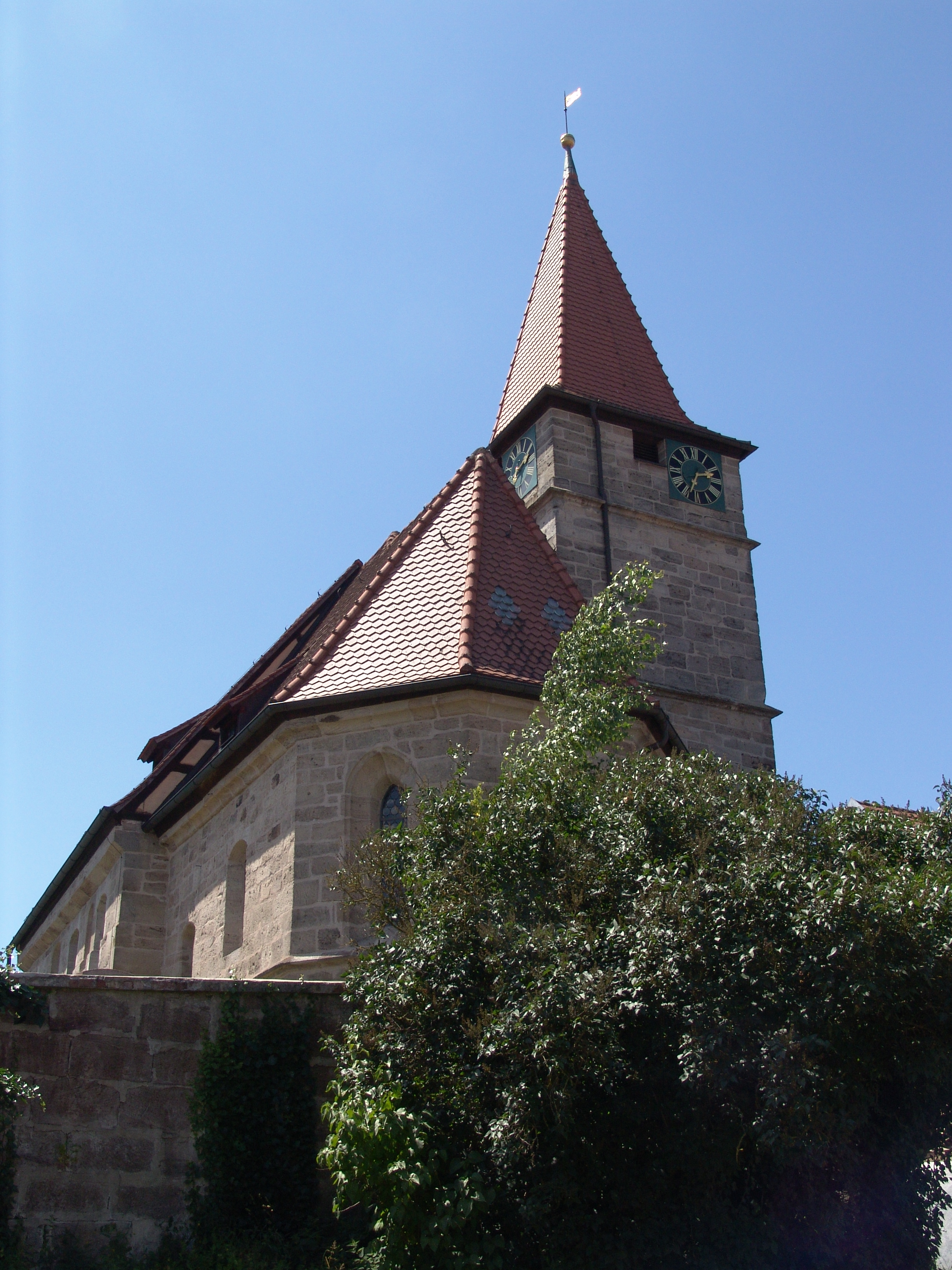
St. Jobst (Jobstgreuth)

Die evangelische, denkmalgeschützte Filialkirche St. Jobst steht in Jobstgreuth, einem Gemeindeteil des Marktes Markt Erlbach im Landkreis Neustadt an der Aisch-Bad Windsheim (Mittelfranken, Bayern). Das Bauwerk ist unter der Denkmalnummer D-5-75-145-30 als Baudenkmal in der Bayerischen Denkmalliste eingetragen. Die Kirche gehört zur Pfarrei Markt Erlbach im Dekanat Neustadt an der Aisch im Kirchenkreis Nürnberg der Evangelisch-Lutherischen Kirche in Bayern.

## Architektur und Ausstattung

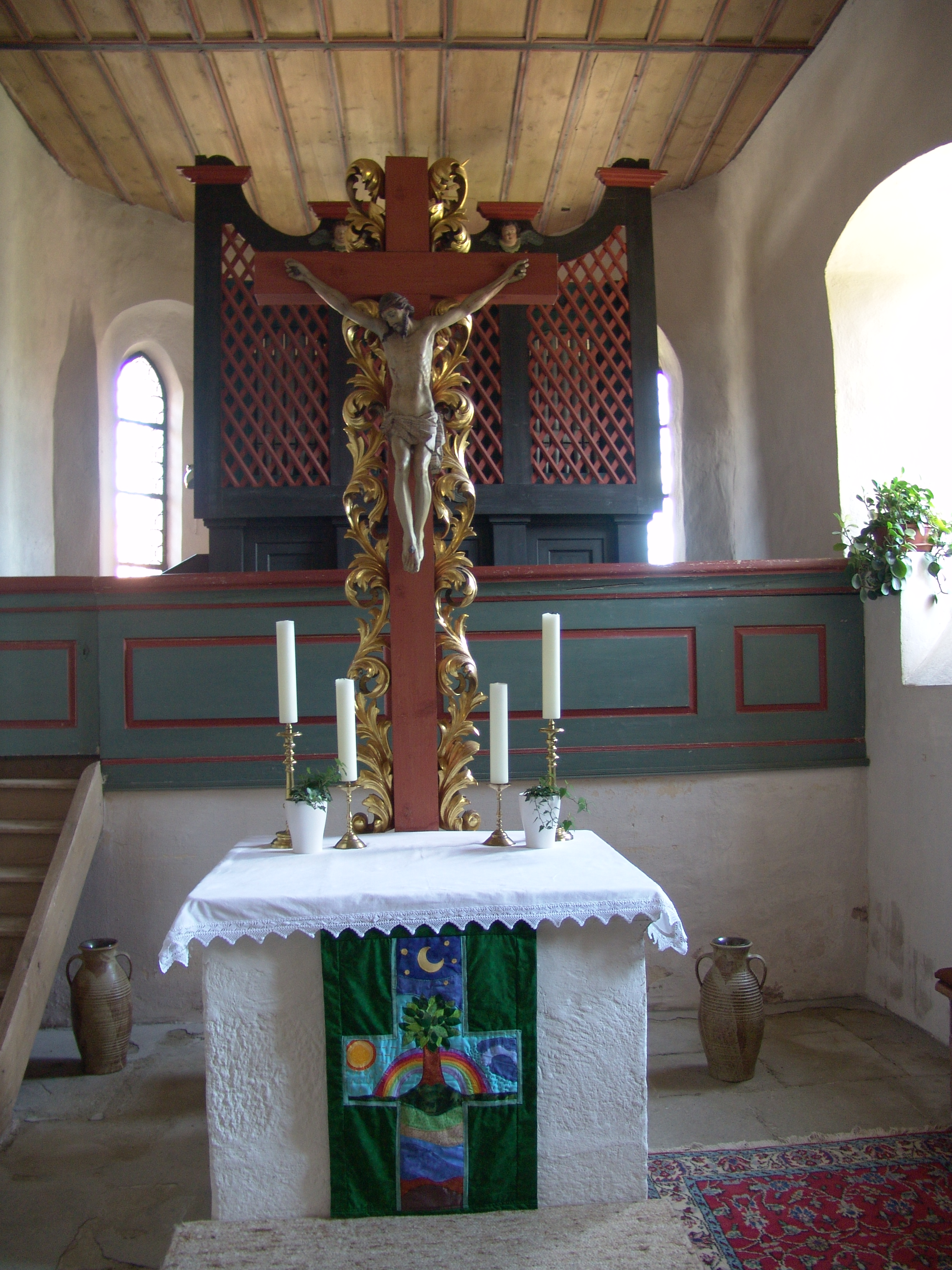
Altar

Die Saalkirche aus Quadermauerwerk besteht aus einem 1690 gebauten Langhaus, einem im Kern aus dem 13. Jahrhundert stammenden eingezogenen, dreiseitig geschlossenen, durch Ante vom Langhaus getrennten Chor und einem im 14./15. Jahrhundert entstandenen Chorflankenturm an der Nordseite des Chors. Die vier Geschosse des Chorflankenturms sind durch Stockwerkgesimse getrennt. Das oberste Geschoss beherbergt die Turmuhr und den Glockenstuhl. 
Zur Kirchenausstattung gehören der um 1150 gebaute Altar, die Kanzel aus der Zeit des Barock und die 1829/30 gebaute Orgel.